# باول كارول
باول كارول (بالإنجليزية: Paul Carroll)‏ (16 مايو 1986 في أستراليا - ) هو لاعب كرة طائرة شاطئية ولاعب كرة طائرة أسترالي في مركز ضارب خارجي ‏. لعب مع Berlin Recycling Volleys ‏.

## وصلات خارجية
- باول كارول على موقع الاتحاد الأوروبي (الإنجليزية)
- باول كارول على موقع الدوري الألماني للكرة الطائرة (الألمانية)
- باول كارول على موقع دوري الدرجة الأولى الإيطالي للكرة الطائرة - رجال (الإيطالية)